# Vodacom Cup 2003
Vodacom Cup 2003 – szósta edycja Vodacom Cup, trzeciego poziomu rozgrywek w rugby union w Południowej Afryce.
W tym sezonie nastąpiła reforma rozgrywek, toczyły się one w pierwszej fazie w dwóch hierarchicznie ułożonych siedmiozespołowych grupach, a następnie czołowe czwórki z każdej z grup awansowały do fazy play-off. Najsłabsza drużyna Vodacom Cup została relegowana, a jej miejsce zajął zwycięzca Vodacom Shield.
Tytuł obroniła drużyna Golden Lions, zaś najskuteczniejszym graczem zawodów został zawodnik Blue Bulls, Gideon Roux.

## Vodacom Shield

### Faza grupowa
| 19 marca 200316:00 | Mighty Elephants | 31:39(12:24) | Western Province | Central Grounds, Uitenhage Widzów: 3 800 Sędzia: Jamiel Panday |
| 19 marca 200316:00 |                  | 31:39(12:24) |                  | Central Grounds, Uitenhage Widzów: 3 800 Sędzia: Jamiel Panday |

| 19 marca 200319:00 | Griffons | 29:36(19:15) | Pumas | North West Stadium, Welkom Widzów: 1 500 Sędzia: Eugene Daniels |
| 19 marca 200319:00 |          | 29:36(19:15) |       | North West Stadium, Welkom Widzów: 1 500 Sędzia: Eugene Daniels |

| 20 marca 200315:00 | SWD Eagles | 15:27(15:9) | Border Bulldogs | Outeniqua Park, George Widzów: 1 200 Sędzia: Shaun Veldsman |
| 20 marca 200315:00 |            | 15:27(15:9) |                 | Outeniqua Park, George Widzów: 1 200 Sędzia: Shaun Veldsman |

| 26 marca 200318:30 | Western Province | 31:16(16:11) | Griffons | Faure Street Stadium, Paarl Widzów: 500 Sędzia: Marius Jonker |
| 26 marca 200318:30 |                  | 31:16(16:11) |          | Faure Street Stadium, Paarl Widzów: 500 Sędzia: Marius Jonker |

| 26 marca 200319:00 | Pumas | 24:26(14:14) | Griquas | Atlantic Stadium, Witbank Widzów: 1 700 Sędzia: Johan Greeff |
| 26 marca 200319:00 |       | 24:26(14:14) |         | Atlantic Stadium, Witbank Widzów: 1 700 Sędzia: Johan Greeff |

| 27 marca 200314:30 | Border Bulldogs | 22:5(9:0) | Mighty Elephants | Sisa Dukashe Stadium, East London Widzów: 1 500 Sędzia: Jerome Fortuin |
| 27 marca 200314:30 |                 | 22:5(9:0) |                  | Sisa Dukashe Stadium, East London Widzów: 1 500 Sędzia: Jerome Fortuin |

| 2 kwietnia 200319:00 | Griquas | 29:24(19:0) | Western Province | Absa Park, Kimberley Widzów: 6 000 Sędzia: Nolan Arends |
| 2 kwietnia 200319:00 |         | 29:24(19:0) |                  | Absa Park, Kimberley Widzów: 6 000 Sędzia: Nolan Arends |

| 2 kwietnia 200319:00 | Mighty Elephants | 30:5(18:0) | SWD Eagles | PE Stadium, Port Elizabeth Sędzia: Roderick Barry |
| 2 kwietnia 200319:00 |                  | 30:5(18:0) |            | PE Stadium, Port Elizabeth Sędzia: Roderick Barry |

| 2 kwietnia 200319:00 | Griffons | 16:43(5:20) | Border Bulldogs | North West Stadium, Welkom |
| 2 kwietnia 200319:00 |          | 16:43(5:20) |                 | North West Stadium, Welkom |

| 9 kwietnia 200319:10 | Border Bulldogs | 28:19(7:6) | Griquas | Absa Stadium, East London Widzów: 7 000 Sędzia: Eugene Daniels |
| 9 kwietnia 200319:10 |                 | 28:19(7:6) |         | Absa Stadium, East London Widzów: 7 000 Sędzia: Eugene Daniels |

| 10 kwietnia 200315:00 | Western Province | 33:28(23:7) | Pumas | Newlands Stadium, Kapsztad Widzów: 5 000 Sędzia: Jamiel Panday |
| 10 kwietnia 200315:00 |                  | 33:28(23:7) |       | Newlands Stadium, Kapsztad Widzów: 5 000 Sędzia: Jamiel Panday |

| 10 kwietnia 200316:00 | SWD Eagles | 62:30(43:10) | Griffons | D'Almeida Stadium, Mossel Bay Widzów: 2 500 Sędzia: Marius Jonker |
| 10 kwietnia 200316:00 |            | 62:30(43:10) |          | D'Almeida Stadium, Mossel Bay Widzów: 2 500 Sędzia: Marius Jonker |

| 15 kwietnia 200314:30 | Pumas | 35:46(16:26) | Border Bulldogs | Atlantic Stadium, Witbank Widzów: 250 Sędzia: Craig Joubert |
| 15 kwietnia 200314:30 |       | 35:46(16:26) |                 | Atlantic Stadium, Witbank Widzów: 250 Sędzia: Craig Joubert |

| 15 kwietnia 200316:00 | Griffons | 29:40(16:26) | Mighty Elephants | Bronville Stadium, Welkom Widzów: 1 000 Sędzia: Willie Roos |
| 15 kwietnia 200316:00 |          | 29:40(16:26) |                  | Bronville Stadium, Welkom Widzów: 1 000 Sędzia: Willie Roos |

| 17 kwietnia 200315:00 | Griquas | 56:21(24:15) | SWD Eagles | Absa Park, Kimberley Widzów: 1 500 Sędzia: Deon van Blommestein |
| 17 kwietnia 200315:00 |         | 56:21(24:15) |            | Absa Park, Kimberley Widzów: 1 500 Sędzia: Deon van Blommestein |

| 23 kwietnia 200319:00 | Border Bulldogs | 59:26(25:12) | Western Province | Absa Stadium, East London Widzów: 8 000 Sędzia: Mark Lawrence |
| 23 kwietnia 200319:00 |                 | 59:26(25:12) |                  | Absa Stadium, East London Widzów: 8 000 Sędzia: Mark Lawrence |

| 23 kwietnia 200319:00 | Mighty Elephants | 29:28(16:23) | Griquas | Wolfson Stadium, Port Elizabeth Sędzia: Willie Roos |
| 23 kwietnia 200319:00 |                  | 29:28(16:23) |         | Wolfson Stadium, Port Elizabeth Sędzia: Willie Roos |

| 24 kwietnia 200315:30 | SWD Eagles | 26:10(13:3) | Pumas | Outeniqua Park, George Widzów: 1 500 |
| 24 kwietnia 200315:30 |            | 26:10(13:3) |       | Outeniqua Park, George Widzów: 1 500 |

| 29 kwietnia 200315:00 | Pumas | 36:30(21:23) | Mighty Elephants | Embalenhle Stadium, Secunda Sędzia: Johan Greeff |
| 29 kwietnia 200315:00 |       | 36:30(21:23) |                  | Embalenhle Stadium, Secunda Sędzia: Johan Greeff |

| 30 kwietnia 200316:45 | Western Province | 32:18(7:6) | SWD Eagles | Newlands Stadium, Kapsztad Widzów: 6 500 Sędzia: Craig Joubert |
| 30 kwietnia 200316:45 |                  | 32:18(7:6) |            | Newlands Stadium, Kapsztad Widzów: 6 500 Sędzia: Craig Joubert |

| 1 maja 200315:15 | Griquas | 36:22(17:7) | Griffons | AR Abass Stadium, Kimberley Widzów: 2 500 Sędzia: Roderick Barry |
| 1 maja 200315:15 |         | 36:22(17:7) |          | AR Abass Stadium, Kimberley Widzów: 2 500 Sędzia: Roderick Barry |

### Faza pucharowa
|  |                  |                  |          |              |   |                 |                 |       |
|  | Półfinał         | Półfinał         | Półfinał |              |   | Finał           | Finał           | Finał |
|  | Półfinał         | Półfinał         | Półfinał |              |   | Finał           | Finał           | Finał |
|  | 7 maja 2003      |                  |          |              |   |                 |                 |       |
|  |                  |                  |          |              |   |                 |                 |       |
|  | Border Bulldogs  | Border Bulldogs  | 28       |              |   |                 |                 |       |
|  | Border Bulldogs  | Border Bulldogs  | 28       | 15 maja 2003 |   |                 |                 |       |
|  | Mighty Elephants | Mighty Elephants | 21       |              |   |                 |                 |       |
|  | Mighty Elephants | Mighty Elephants | 21       |              |   | Border Bulldogs | Border Bulldogs | 32    |
|  | 8 maja 2003      |                  |          |              |   | Border Bulldogs | Border Bulldogs | 32    |
|  |                  |                  | Griquas  | Griquas      | 0 |                 |                 |       |
|  | Griquas          | Griquas          | Griquas  | Griquas      | 0 | 31              |                 |       |
|  | Griquas          | Griquas          |          |              |   |                 |                 |       |
|  | Western Province | Western Province | 10       |              |   |                 |                 |       |
|  | Western Province | Western Province | 10       |              |   |                 |                 |       |

| 7 maja 200319:10 | Border Bulldogs | 28:21(15:14) | Mighty Elephants | Absa Stadium, East London Sędzia: Jerome Fortuin |
| 7 maja 200319:10 |                 | 28:21(15:14) |                  | Absa Stadium, East London Sędzia: Jerome Fortuin |

| 8 maja 200315:00 | Griquas | 31:10(12:7) | Western Province | Absa Park, Kimberley Widzów: 1 500 Sędzia: Johann Meuwesen |
| 8 maja 200315:00 |         | 31:10(12:7) |                  | Absa Park, Kimberley Widzów: 1 500 Sędzia: Johann Meuwesen |

| 15 maja 200317:00 | Border Bulldogs | 32:0(22:0) | Griquas | Absa Stadium, East London Widzów: 10 500 Sędzia: Jamiel Panday |
| 15 maja 200317:00 |                 | 32:0(22:0) |         | Absa Stadium, East London Widzów: 10 500 Sędzia: Jamiel Panday |

## Vodacom Cup

### Faza grupowa
| 19 marca 200319:00 | Blue Bulls | 37:16(25:13) | Boland Cavaliers | Loftus Versfeld Stadium, Pretoria Widzów: 1 952 Sędzia: Michael Katzenellenbogen |
| 19 marca 200319:00 |            | 37:16(25:13) |                  | Loftus Versfeld Stadium, Pretoria Widzów: 1 952 Sędzia: Michael Katzenellenbogen |

| 20 marca 200315:00 | Golden Lions | 65:19(32:5) | Natal Wildebeest | Dobsonville Widzów: 3 000 Sędzia: Johann Meuwesen |
| 20 marca 200315:00 |              | 65:19(32:5) |                  | Dobsonville Widzów: 3 000 Sędzia: Johann Meuwesen |

| 22 marca 200315:00 | Cheetahs | 49:20(34:6) | Leopards | Vodacom Park, Bloemfontein Sędzia: Andy Turner |
| 22 marca 200315:00 |          | 49:20(34:6) |          | Vodacom Park, Bloemfontein Sędzia: Andy Turner |

| 26 marca 200319:10 | Natal Wildebeest | 15:16(8:8) | Cheetahs | ABSA Stadium, Durban Widzów: 500 Sędzia: Deon van Blommestein |
| 26 marca 200319:10 |                  | 15:16(8:8) |          | ABSA Stadium, Durban Widzów: 500 Sędzia: Deon van Blommestein |

| 27 marca 200315:00 | Boland Cavaliers | 21:31(7:21) | Golden Lions | Ceres RFC, Ceres Widzów: 4 000 Sędzia: Craig Joubert |
| 27 marca 200315:00 |                  | 21:31(7:21) |              | Ceres RFC, Ceres Widzów: 4 000 Sędzia: Craig Joubert |

| 28 marca 200319:00 | Leopards | 35:24(18:21) | Falcons | Manzil Park, Klerksdorp Widzów: 1 000 Sędzia: Johann Meuwesen |
| 28 marca 200319:00 |          | 35:24(18:21) |         | Manzil Park, Klerksdorp Widzów: 1 000 Sędzia: Johann Meuwesen |

| 2 kwietnia 200315:30 | Cheetahs | 79:28(43:0) | Boland Cavaliers | Seisa Ramabodu Stadium, Bloemfontein Widzów: 1 300 |
| 2 kwietnia 200315:30 |          | 79:28(43:0) |                  | Seisa Ramabodu Stadium, Bloemfontein Widzów: 1 300 |

| 2 kwietnia 200319:00 | Golden Lions | 28:35(16:25) | Blue Bulls | RAU Stadium, Johannesburg Widzów: 500 Sędzia: Shaun Veldsman |
| 2 kwietnia 200319:00 |              | 28:35(16:25) |            | RAU Stadium, Johannesburg Widzów: 500 Sędzia: Shaun Veldsman |

| 3 kwietnia 200315:00 | Falcons | 36:37(19:20) | Natal Wildebeest | Prince George Park, Boksburg Widzów: 1 000 Sędzia: Jonathan Mouers |
| 3 kwietnia 200315:00 |         | 36:37(19:20) |                  | Prince George Park, Boksburg Widzów: 1 000 Sędzia: Jonathan Mouers |

| 9 kwietnia 200316:00 | Boland Cavaliers | 24:43(12:31) | Falcons | Boland Stadium, Wellington Widzów: 900 Sędzia: Tappe Henning |
| 9 kwietnia 200316:00 |                  | 24:43(12:31) |         | Boland Stadium, Wellington Widzów: 900 Sędzia: Tappe Henning |

| 10 kwietnia 200312:55 | Blue Bulls | 39:18(18:6) | Cheetahs | Loftus Versfeld Stadium, Pretoria Widzów: 10 000 Sędzia: Andy Turner |
| 10 kwietnia 200312:55 |            | 39:18(18:6) |          | Loftus Versfeld Stadium, Pretoria Widzów: 10 000 Sędzia: Andy Turner |

| 10 kwietnia 200315:00 | Natal Wildebeest | 36:38(17:31) | Leopards | ABSA Stadium, Durban Widzów: 1 500 Sędzia: Jerome Fortuin |
| 10 kwietnia 200315:00 |                  | 36:38(17:31) |          | ABSA Stadium, Durban Widzów: 1 500 Sędzia: Jerome Fortuin |

| 17 kwietnia 200315:00 | Falcons | 27:23(14:6) | Blue Bulls | Pam Brink Stadium, Springs Widzów: 2 000 Sędzia: Jonathan Kaplan |
| 17 kwietnia 200315:00 |         | 27:23(14:6) |            | Pam Brink Stadium, Springs Widzów: 2 000 Sędzia: Jonathan Kaplan |

| 17 kwietnia 200316:00 | Cheetahs | 38:26(14:12) | Golden Lions | Vodacom Park, Bloemfontein Widzów: 12 000 Sędzia: André Watson |
| 17 kwietnia 200316:00 |          | 38:26(14:12) |              | Vodacom Park, Bloemfontein Widzów: 12 000 Sędzia: André Watson |

| 17 kwietnia 200319:00 | Leopards | 23:14(7:14) | Boland Cavaliers | Olën Park, Potchefstroom Widzów: 2 000 Sędzia: Mark Lawrence |
| 17 kwietnia 200319:00 |          | 23:14(7:14) |                  | Olën Park, Potchefstroom Widzów: 2 000 Sędzia: Mark Lawrence |

| 23 kwietnia 200316:00 | Boland Cavaliers | 20:21(5:13) | Natal Wildebeest | Boland Stadium, Wellington Widzów: 750 Sędzia: Andy Turner |
| 23 kwietnia 200316:00 |                  | 20:21(5:13) |                  | Boland Stadium, Wellington Widzów: 750 Sędzia: Andy Turner |

| 24 kwietnia 200315:00 | Golden Lions | 65:10(37:10) | Falcons | Randfontein RC, Randfontein Widzów: 9 000 Sędzia: Craig Joubert |
| 24 kwietnia 200315:00 |              | 65:10(37:10) |         | Randfontein RC, Randfontein Widzów: 9 000 Sędzia: Craig Joubert |

| 26 kwietnia 200312:55 | Blue Bulls | 60:23(29:9) | Leopards | Loftus Versfeld Stadium, Pretoria Widzów: 10 000 Sędzia: Nolan Arends |
| 26 kwietnia 200312:55 |            | 60:23(29:9) |          | Loftus Versfeld Stadium, Pretoria Widzów: 10 000 Sędzia: Nolan Arends |

| 30 kwietnia 200319:10 | Falcons | 19:56(11:19) | Cheetahs | Pam Brink Stadium, Springs Widzów: 2 500 Sędzia: Johann Meuwesen |
| 30 kwietnia 200319:10 |         | 19:56(11:19) |          | Pam Brink Stadium, Springs Widzów: 2 500 Sędzia: Johann Meuwesen |

| 1 maja 200315:00 | Natal Wildebeest | 21:42(6:20) | Blue Bulls | ABSA Stadium, Durban Widzów: 1 000 Sędzia: Eugene Daniels |
| 1 maja 200315:00 |                  | 21:42(6:20) |            | ABSA Stadium, Durban Widzów: 1 000 Sędzia: Eugene Daniels |

| 2 maja 200319:00 | Leopards | 28:31(13:15) | Golden Lions | Olën Park, Potchefstroom Widzów: 2 500 Sędzia: Deon van Blommestein |
| 2 maja 200319:00 |          | 28:31(13:15) |              | Olën Park, Potchefstroom Widzów: 2 500 Sędzia: Deon van Blommestein |

### Faza pucharowa
|  |              |              |              |              |    |            |            |       |
|  | Półfinał     | Półfinał     | Półfinał     |              |    | Finał      | Finał      | Finał |
|  | Półfinał     | Półfinał     | Półfinał     |              |    | Finał      | Finał      | Finał |
|  | 10 maja 2003 |              |              |              |    |            |            |       |
|  |              |              |              |              |    |            |            |       |
|  | Blue Bulls   | Blue Bulls   | 47           |              |    |            |            |       |
|  | Blue Bulls   | Blue Bulls   | 47           | 15 maja 2003 |    |            |            |       |
|  | Leopards     | Leopards     | 19           |              |    |            |            |       |
|  | Leopards     | Leopards     | 19           |              |    | Blue Bulls | Blue Bulls | 17    |
|  | 7 maja 2003  |              |              |              |    | Blue Bulls | Blue Bulls | 17    |
|  |              |              | Golden Lions | Golden Lions | 26 |            |            |       |
|  | Cheetahs     | Cheetahs     | Golden Lions | Golden Lions | 26 | 16         |            |       |
|  | Cheetahs     | Cheetahs     |              |              |    |            |            |       |
|  | Golden Lions | Golden Lions | 20           |              |    |            |            |       |
|  | Golden Lions | Golden Lions | 20           |              |    |            |            |       |

| 10 maja 200315:00 | Blue Bulls | 47:19(26:12) | Leopards | Loftus Versfeld Stadium, Pretoria Widzów: 2000 Sędzia: Deon van Blommestein |
| 10 maja 200315:00 |            | 47:19(26:12) |          | Loftus Versfeld Stadium, Pretoria Widzów: 2000 Sędzia: Deon van Blommestein |

| 7 maja 200319:10 | Cheetahs | 16:20(0:14) | Golden Lions | Vodacom Park, Bloemfontein Widzów: 6000 Sędzia: Shaun Veldsman |
| 7 maja 200319:10 |          | 16:20(0:14) |              | Vodacom Park, Bloemfontein Widzów: 6000 Sędzia: Shaun Veldsman |

| 15 maja 200315:00 | Blue Bulls | 17:26(11:10) | Golden Lions | Loftus Versfeld Stadium, Pretoria Widzów: 13 500 Sędzia: Andrew Turner |
| 15 maja 200315:00 |            | 17:26(11:10) |              | Loftus Versfeld Stadium, Pretoria Widzów: 13 500 Sędzia: Andrew Turner |